# Bonner Fellers
Bonner Frank Fellers (7 de febrer de 1896 - 7 d'octubre de 1973) va ser un oficial de l'exèrcit dels Estats Units que va servir durant la Segona Guerra Mundial com a agregat militar i director de guerra psicològica. Com a agregat militar a Egipte les seves extenses transmissions amb detallada informació tàctica britànica van ser interceptades, sense saber-ho, pels serveis de criptoanàlisi alemanys i van passar la informació al general Erwin Rommel durant més de sis mesos, cosa que va contribuir a les desastroses derrotes britàniques a Gazala i Tobruk el juny de 1942.

## Primers anys de carrera militar
Fellers va ingressar a l'Acadèmia Militar dels Estats Units a West Point, Nova York el juny de 1916, deu mesos abans de l'entrada nord-americana a la Primera Guerra Mundial. L'augment de la necessitat d'oficials durant la Primera Guerra Mundial va fer que la classe de Fellers s'accelerés i es gradués l'1 de novembre de 1918, deu dies abans de l'armistici amb el Reich alemany que va posar fi a la guerra. Quan es va graduar, Fellers va ser comissionat com a segon tinent al Cos d'Artilleria de Costa de l'Exèrcit dels Estats Units.
Fellers va ser ascendit a primer tinent l'octubre de 1919 i es va graduar al Curs Bàsic de l'Escola d'Artilleria de Costa el 1920. La reducció dràstica de la mida de l'exèrcit després de la guerra va crear oportunitats limitades de promoció i, per tant, Fellers no va ser ascendit a capità fins al 3 de desembre. 1934. El 1935, es va graduar a l'Escola de Comandament i Estat Major i al Curs d'Oficials de Camp del Servei de Guerra Química, quan va completar la seva tesi que aviat serà influent "La psicologia del soldat japonès".
Fellers va fer tres períodes de servei a les Filipines als anys vint i trenta, inclosa l'assignació a l'Oficina de l'Assessor Militar del Govern de la Commonwealth de Filipines, sota el comandament del general Douglas MacArthur; mentre era allà, el capità Fellers va interactuar amb el comandant Dwight D. Eisenhower, un membre superior de l'estat major de MacArthur. Les seves tasques incloïen ajudar a establir l'Acadèmia Militar de Filipines, i enllaçar amb el president filipí Manuel Quezon. Les Filipines li van concedir la seva Estrella de Servei Distingit per les seves contribucions a les seves defenses.
Fellers es va graduar a l'Army War College el 1939 i va ser ascendit a comandant l'1 de juliol de 1940. Va ser ascendit a tinent coronel el 15 de setembre de 1941 i a coronel el mes següent.

## Segona Guerra Mundial

### Italians i alemanys accedeixen als informes de Fellers
L'octubre de 1940, Fellers va ser assignat com a agregat militar a l'ambaixada dels Estats Units a Egipte. Se li va assignar el deure de supervisar i informar sobre les operacions militars britàniques al Teatre del Mediterrani i l'Orient Mitjà. Els britànics van concedir a Fellers accés a les seves activitats i informació. Va informar diligentment de tot el que va aprendre als seus superiors als Estats Units. Els seus informes van ser llegits pel president Franklin Roosevelt, el cap de la intel·ligència nord-americana i els caps d'estat major conjunt.
Fellers estava preocupat per la seguretat del "Codi Negre" del Departament d'Estat dels Estats Units, utilitzat quan enviava els seus informes per radiograma. Les seves preocupacions van ser anul·lades. Fellers tenia raó de preocupar-se, ja que els detalls del codi havien estat robats de l'ambaixada dels Estats Units a Itàlia el setembre de 1941 en una incursió nocturna encoberta a l'ambaixada per part d'espies italians del Servizio Informazioni Militare (SIM), el servei d'intel·ligència militar italià. Això va permetre als italians llegir els informes, i en vuit hores, les dades més secretes sobre "fortalesa, posicions, pèrdues, reforços, subministrament, situació, plans, moral, etc. britànics estarien en mans dels militars alemanys i italians".
Al voltant de la mateixa època, els criptoanalistes de l'Alemanya nazi també van trencar el Codi Negre. Els alemanys van poder identificar l'informe de Fellers, començant just abans que els Estats Units entressin a la Segona Guerra Mundial fins al 29 de juny de 1942, quan Fellers va canviar a un sistema de codi recentment adoptat dels EUA.
Els radiogrames desxifrats de Fellers van proporcionar a l'Eix informació detallada, extensa i oportuna sobre els moviments i l'equip de les tropes. La informació dels seus missatges va alertar l'Eix de les operacions dels combois britànics a la Batalla del Mediterrani, inclosos els esforços per reabastir la guarnició de Malta. El gener de 1942 es va proporcionar informació sobre el nombre i l'estat de les forces britàniques al general Erwin Rommel, el comandant alemany a l'Àfrica, que així podia planificar les seves operacions amb un coneixement fiable de quines eren les forces oposades. Els alemanys es referien a Fellers com die gute Quelle (la bona font). Rommel es va referir a ell com "el petitó".

### Els britànics descobreixen una filtració a Egipte
Les intercepcions ULTRA vistes només pels britànics indicaven que els alemanys estaven obtenint informació d'una font a Egipte i la intel·ligència britànica havia considerat Fellers com una possible font. El 10 de juny de 1942, els britànics es van convencer que els informes de Fellers estaven compromesos perquè una intercepció havia comparat negativament les tàctiques britàniques amb les tàctiques nord-americanes. Els britànics van informar els nord-americans el 12 de juny, els quals, el 14 de juny, van confirmar la troballa que els informes de Fellers eren la font. Fellers va canviar de codi el 29 de juny, cosa que va acabar amb les filtracions.
Fellers no va ser considerat culpable per la intercepció dels seus informes, però va ser traslladat d'Egipte el 7 de juliol de 1942. El seu successor com a agregat va utilitzar el xifrat militar nord-americà, que els alemanys no podien llegir. En tornar als Estats Units, Fellers va ser condecorat amb la Medalla de Servei Distingit per la seva anàlisi de la situació del nord d'Àfrica. També va ser ascendit a general de brigada, el primer de la classe de West Point de 1918, el 4 de desembre de 1942. Va ser destinat a l'Oficina de Serveis Estratègics (OSS) a Washington.

### Trasllat al Pacífic
L'estiu de 1943, Fellers va deixar la seva feina a l'OSS, on havia tingut un paper en la planificació de la guerra psicològica, i va tornar al Pacífic sud-oest i va tornar sota el comandament del general Douglas MacArthur, que aleshores era comandant de les forces de l'exèrcit dels Estats Units a l'Extrem Orient. Fellers va exercir com a secretari militar i cap d'operacions psicològiques sota MacArthur.

## Japó de postguerra
Després de la guerra, Fellers va romandre a l'estat major de MacArthur, que era el comandant suprem de les potències aliades en l'ocupació del Japó. Entre les seves tasques hi havia l'enllaç entre el Quarter General i la Casa Imperial. Poc després de començar l'ocupació, Fellers va escriure diversos memoràndums influents sobre per què seria avantatjós per a l'ocupació, la reconstrucció del Japó i els interessos nord-americans a llarg termini mantenir l'emperador Hirohito al seu lloc si no era clarament responsable dels crims de guerra.

## Retir de l'exèrcit i darrers anys
Després de retirar-se de l'exèrcit l'octubre de 1946, va treballar per al Comitè Nacional Republicà a Washington, D.C.. El 1952 Fellers va participar activament en la promoció de Robert A. Taft com a candidat presidencial. Fellers era membre de la John Birch Society, que porta el nom d'un oficial d'intel·ligència militar, que va ser considerat pels seus membres fundadors com la primera víctima de la Guerra Freda. El 1953 Fellers va escriure un llibre: Wings for Peace: A Primer for a New Defense (Ales per la pau: Un manual per a una nova defensa). El 1964, Fellers va participar activament en la promoció de Barry Goldwater per a la presidència.
Va morir a Washington, DC el 7 d'octubre de 1973 i va ser enterrat al Cementiri Nacional d'Arlington.